# Rua do Doutor Alberto Souto
A Rua do Doutor Alberto Souto (não confundir com a rua com o mesmo nome, em Aradas) é uma rua existente na cidade de Aveiro, Portugal. É notória por se situar, numa das suas extremidades, a sede da Segurança Social de Aveiro.
Esta artéria rodoviária foi nomeada em honra do aveirense Alberto Souto (1888—1961), antigo presidente da Câmara Municipal e diretor do museu da cidade, bem como deputado da Assembleia Nacional Constituinte de 1911.
É frequentemente confundida com a rua com o mesmo nome que existe na freguesia de Aradas (Aveiro), especialmente, por utentes do Arquivo Distrital de Aveiro.